# Uble

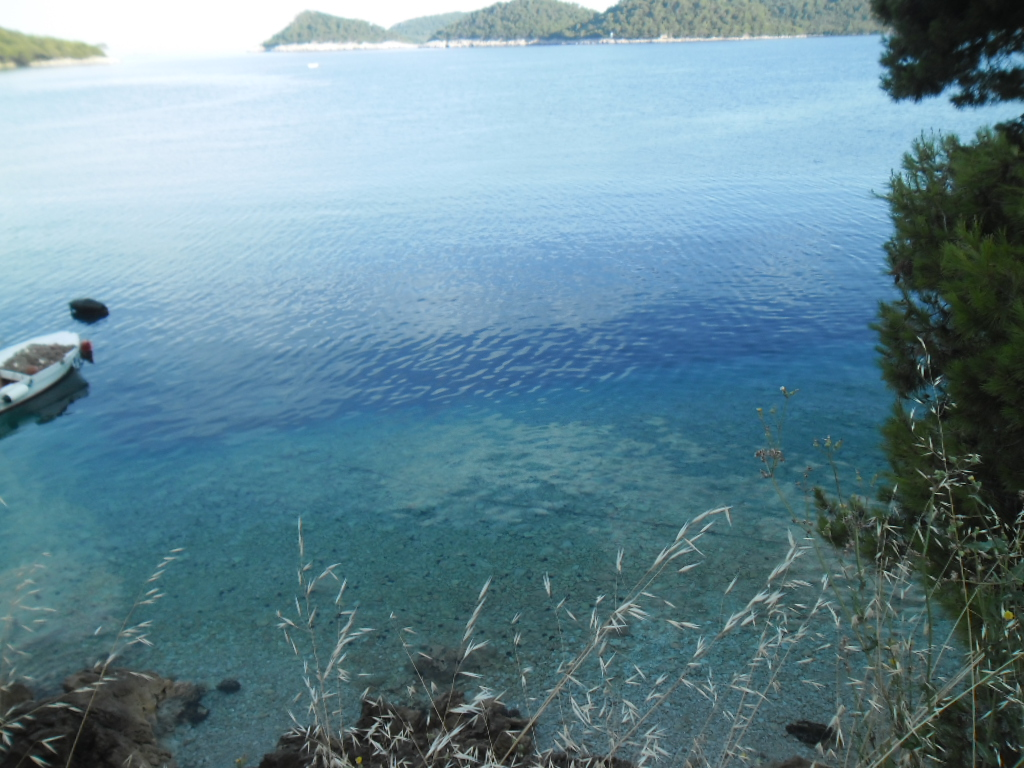
Pláž v Uble

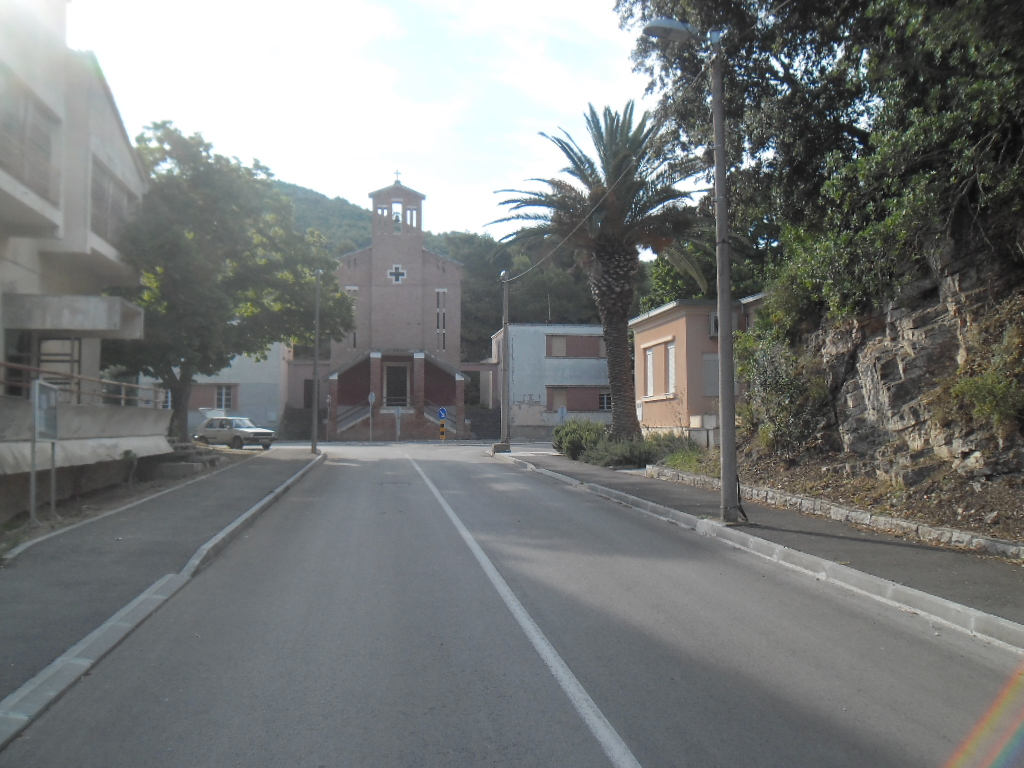
Kostel v Uble

Uble nebo též Ubli je vesnice a přímořské letovisko v Chorvatsku v Dubrovnicko-neretvanské župě, spadající pod opčinu Lastovo. Nachází se na západě ostrova Lastovo. V roce 2011 zde žilo celkem 222 obyvatel.
Vesnice je napojena na silnici D119. Sousedními vesnicemi jsou Pasadur, Skrivena Luka a Zaklopatica.